# Костенурките нинджа (сериал, 2003)
Вижте пояснителната страница за други значения на Костенурките нинджа.
„Костенурките нинджа“ (на английски: Teenage Mutant Ninja Turtles) е анимационен сериал, продуциран в съвместност между САЩ, Япония и Южна Корея. Той дебютира на 8 февруари 2003 г. и приключва на 28 февруари 2009 г., като отбелязва възобновяването на поредицата от Fox с помощта на 4Kids Entertainment.

## В България
В България сериалът започва излъчване на 8 януари 2005 г. по Нова телевизия, всяка събота и неделя от 09:30, а малко след това от 08:00, като биват излъчени първите два сезона. В последните седмици се излъчват наведнъж по два епизода един след друг, като първите започват в 07:30. След като първи и втори сезон са излъчени, по-късно през 2006 г. са повторени. На 21 ноември 2009 г. започва трети сезон всяка събота и неделя от 08:30. Изключение прави един епизод, който е излъчен на 1 януари 2010 г. също от 08:30. Сезонът завършва на 13 февруари, а на 14 февруари започва четвърти сезон, който приключва на 15 май. На 11 септември започва шести сезон всяка събота и неделя от 08:30 по три и по два епизода съответно. От 3 октомври се излъчва по един епизод. Последният епизод от сезона е излъчен на 14 ноември. Ролите се озвучават от Даринка Митова, Георги Тодоров (без епизоди 80-104), Симеон Владов (от първи до четвърти сезон), Александър Воронов (от първи до четвърти сезон), Любомир Младенов (в шести), Тодор Георгиев (в шести) и Станислав Пищалов (без 79-и епизод). В първите епизоди началната песен не е преведена, но в последвалите ѝ е направен български вариант.
Повторения на сериала са излъчвани и по BBT около същия период като тези по Нова телевизия.
На 2 юли 2010 г. започва повторно излъчване на трети сезон по Диема Фемили всеки делничен ден от 07:05 и завършва с края на четвърти на 13 септември. На 14 януари 2011 г. започва повторно шести сезон всеки делничен ден от 06:20 и приключва на 18 февруари. На 21 февруари със същото разписание започва премиерно седмият и последен сезон, озаглавен „Завръщане в каналите“. Първият епизод е с интрото на предния сезон, чието подзаглавие се прочита за пръв път и е преведено като „Приключения в бъдещето“. Последният епизод е излъчен на 9 март. В този сезон ролите се озвучават от Йорданка Илова, Симеон Владов, Здравко Методиев, Камен Асенов и Светозар Кокаланов.

## Издания на DVD
През декември 2004 г., АйПи Видео издава на видеокасети и DVD „Костенурките Нинджа: Атаката на Мишеловите“ – колекция от първите три епизода на сериала. След първоначалното издаване на четири диска/касети от поредицата, АйПи Видео издава първите четири и на шестия сезон.
През 2006 г. първи и втори сезон са пускани на DVD всяка седмица с вестник „Женски тайни“ и биват последвани от трети и четвърти сезон. Дублажът е със същите артисти, като в четвърти сезон Георги Тодоров отсъства. В началото на ноември 2007 г. по вестникарските будки се появяват и DVD-та с шестия сезон (известен като „Скок в бъдещето“).